# Зазимська сільська рада
Зазимська сільська рада Зазимської сільської територіальної громади — орган місцевого самоврядування Зазимської сільської територіальної громади Броварського району Київської області з розміщенням у с. Зазим'я.

## Загальні відомості
Історична дата утворення: в 1931 році. Водоймища на території, підпорядкованій даній раді: р. Десна.
Київська обласна рада рішенням від 7 липня 1992 року у Броварському районі уточнила назву Зазим'янської сільської ради на Зазимську.
22 грудня 2019 року відбулися перші вибори до Зазимської сільської ради Зазимської територіальної громади у складі сіл Погреби та Зазим’я. Було обрано сільського голову та 22 депутати (по 11 депутатів від кожного села).
Сільським головою Зазимської громади став Крупенко Віталій Вікторович, який до цього очолював Погребську сільську раду.
До депутатського корпусу було обрано: Петрашина Руслана Юрійовича, Бондаренка Олега Вікторовича, Лисянську Ольгу Віталіївну, Дацишина Михайла Михайловича, Селика Юрія Миколайовича, Прокулевича Ігоря Богдановича, Спичак Людмилу Валентинівну, Пустовалова Івана Вікторовича, Делайчука Олега Володимировича, Бондаренко Тетяну Володимирівну, Максименка Сергія Дмитровича, Силюкова Данила Сергійовича, Шевченка Володимира Дмитровича, Марченка Олексія Анатолійовича, Бикова Олександра Андрійовича, Стрельченка Миколу Васильовича, Сергієнко Оксану Василівну, Камєнєву Тетяну Геннадіївну, Бруєнка Сергія Петровича, Бойка Андрія Олександровича, Бойко Віру Миколаївну, Ярошенко Олену Сергіївну.
25 жовтня 2020 року відбулися місцеві вибори, які ознаменували об’єднання всіх сіл Придесення в Зазимську територіальну громаду.
Адреса сільської ради: 07415, Київська обл., Броварський р-н, с. Зазим'я, вул. Широка, 6.

## Населені пункти
До сільської ради увійшли:
с.Зазим'я - адміністративний центр
с.Погреби - Погребський старостинський округ
с.Пухівка - Пухівський старостинський округ
с.Рожни - Рожнівський старостинський округ
с.Літки - Літківський старостинський округ
с.Літочки і с.Соболівка - Літочківський старостинський округ

## Склад ради
Депутатів Зазимської сільської ради восьмого скликання було обрано на місцевих виборах 25 жовтня 2020 року та повторних місцевих виборах 24 січня 2021 року. Депутатських корпус складається з 22 депутатів, які представляють 8 багатомандатних виборчих округів Зазимської територіальної громади. Це:
Згідно рішення №5 першої сесії Зазимської сільської ради восьмого скликання від 26 листопада 2020 року, секретарем Зазимської сільської ради обрано Бондаренка Олега Вікторовича.
До депутатського корпусу увійшли: Петрашин Руслан Юрійович, Прокулевич Ігор Богданович, Делайчук Олег Володимирович, Максименко Сергій Дмитрович, Юхименко Юрій Вікторович, Силюков Данило Сергійович, Сахно Станіслав Михайлович, Биков Олександр Андрійович, Дасік Олег Васильович, Шульга Микола Васильович, Юрченко Ольга Борисівна, Устенко Володимир Маркович, Марченко Євгеній Костянтинович, Ячник Надія Дмитрівна, Гринько Євген Володимирович, Абдукаримов Микола Петрович, Дзюба Костянтин Степанович, Бойко Андрій Олександрович, Іваненко Павло Олександрович, Река Микола Федорович, Мехед Тетяна Іванівна.